# Cabot (Arkansas)
Cabot é uma cidade localizada no estado americano de Arkansas, no Condado de Lonoke. Mayor: Bill Cypert.

## Demografia
Segundo o censo americano de 2000, a sua população era de 15.261 habitantes. 
Em 2006, foi estimada uma população de 22.186, um aumento de 6925 (45.4%).

## Geografia
De acordo com o United States Census Bureau, a localidade tem uma área de 49,7 km², dos quais 49,5 km² cobertos por terra e 0,2 km² cobertos por água. Cabot localiza-se a aproximadamente 93 m acima do nível do mar.

## Localidades na vizinhança
O diagrama seguinte representa as localidades num raio de 24 km ao redor de Cabot.